# Spodnja Bačkova
Spodnja Bačkova je vesnice, jedno ze 14 sídel občiny Benedikt. Nachází se na severovýchodě Slovinska v Podrávském regionu. K 1. lednu 2015 zde žilo 121 obyvatel.

## Popis
Vesnice se rozkládá zhruba na severozápadě občiny asi 4 km od Benediktu, správního centra. Průměrná nadmořská výška je 305 m, nejvyšší bod se nachází na západním okraji a dosahuje 333 m n. m. Území je odvodňováno potokem Bačkova směrem k jihu. Rozloha vsi je 2,45 km².